# Odostomia callimene
Odostomia callimene är en snäckart som beskrevs av Bartsch 1912. Odostomia callimene ingår i släktet Odostomia och familjen Pyramidellidae. Inga underarter finns listade i Catalogue of Life.